# 南關里東考古遺址
南關里東遺址，是臺灣臺南市善化區南關里的一個考古遺址，於2002年9月18日因臺南科學工業園區道爺遺址未劃入保存區部份搶救考古計劃的監測而被發現，位於東經120º16'35"、北緯23º6'58"，也就是現今為奇美LCM廠。在2009年10月19日，因府文資字第0980252232A號.B號定為直轄市定考古遺址。

## 年代
南關里東遺址屬於大坌坑文化的菓葉類型，距今約4800~4200年前。

## 出土遺物
南關里東遺址出土遺物有石器（多由澎湖橄欖石玄武岩製成）、玉石製的箭鏃與玉錛、陶器（主要為暗褐色夾砂陶、紅褐色泥質陶與淡褐色泥質陶）、貝器（多數由雲母蛤製成之貝刀），骨角器（來源有陸生哺乳類與海相的魚牙及魚骨）、動物骨骼。除此之外，該遺址也出土大量種子遺留，以小米為主，亦見稻米與苦楝，其中稻米類型未見於臺灣北部遺址。

## 墓葬
南關里東遺址出土83具墓葬，葬姿以頭向朝南的仰身直肢葬為主，極少數墓葬甚至保有木質棺板，可見的陪葬品有陶罐、貝環、穿孔豬牙或穿孔鯊魚牙。因2處墓葬可見人骨上夾雜箭鏃殘件，可知當時至少已有個人間衝突行為存在。另外，以F5B20為例，可知拔牙的行為也已見於該文化。目前南部科學園區中的南科考古館已展出一位南關里東遺址出土男性的面部復原，該男性死亡時年齡約40-45歲，已為該年代的年長者。

## 人骨基礎資料
11具為小於五歲之嬰幼兒、5具約為5-10歲、5具約為10-15歲、3具約為15-20歲、8具為20-35歲、10具大於35歲、3具年齡難以判定（其中一具非常殘破）、21具為大於二十歲之成年、而另有19具未經判別。其中，22具為男性或疑為男性，而8具為女性或疑為女性，其餘因骨骼保存狀況或因年齡太小而無法判斷。
出土人骨頭骨的完整性將近為總個體數的四分之三（近乎完整或大多完整者僅佔48/66或72.73%），但有5個個體未見頭骨；頭骨以外部位的完整性整體上稍差，但近乎完整或大多完整者的比例僅佔全部之五分之二（26/66或39.39%）。出土人骨頭骨的保存狀況良好（非常好或好的個體佔了41/65或63.08%），頭骨以外部位的保存狀況也不錯 （非常好或好的個體有33/65或50.77%）。
就牙寬測量而言，計有1至20個個體進行恆齒之測量，且所有的測量皆於不同時間進行兩次，以確保沒有統計上的誤差。因拔牙習俗似在南科各個遺址盛行，上顎側門齒與犬齒可供測量或其他形態學觀察的齒數，大為降低，而其餘因素如牙齒耗損的情形，也影響相關研究之進行，第三臼齒之有無則受限於個體年齡與生長情形。其他病理現象方面，有一個體的第五與第六胸椎似有癒合的情形。